# 迪坎普 (密蘇里州)
迪坎普（英語：De Camp）是位於美國密蘇里州費爾普斯縣的鬼鎮。

## 歷史
迪坎普的郵局於1905年設立，其後於1926年停運。

## 地理
迪坎普所處的海拔為高於海平面271米（即889英呎），而該地所採用的時區為UTC-6，即北美中部時區（CST）。同時該地設有夏令時間，為UTC-6調快一小時，即UTC-5（CDT）。